# チャレンジャー丘
チャレンジャー丘（チャレンジャーきゅう）は、冥王星のスプートニク平原にある丘陵地域である。2017年7月に無人探査機ニュー・ホライズンズが冥王星をフライバイする際に発見した。
チャレンジャー丘という名称は、1986年に爆発事故を起こしたスペースシャトル・チャレンジャー号にちなんで名付けられた。